# کنت (بهشهر)
کِنِت، روستایی است از توابع بخش مرکزی شهرستان بهشهر در استان مازندران ایران.

## جمعیت
این روستا در دهستان کوهستان قرار دارد و براساس سرشماری مرکز آمار ایران در سال ۱۳۸۵، جمعیت آن ۸۷ نفر (۲۳خانوار) بوده‌است. مردم کنت از قومیت طبری هستند. مردم کنت به زبان طبری (مازندرانی) سخن میگویند.